# 21639 Девідкауфман
21639 Девідкауфман (21639 Davidkaufman) — астероїд головного поясу, відкритий 14 липня 1999 року.
Тіссеранів параметр щодо Юпітера — 3,596.